# ستاكي بوتريس
Stachybotrys هو جنس من العفن، فطر خيطي، يستنسخ بلا تكاثر. مرتبط ارتباطاً وثيقاً بجنس «ميمنونييلا»  معظم أنواع ال Stachybotrys تسكن المواد الغنيّة بالسيللوز.هذا الجنس كا له توزيع واسع النّطاق، ويحتوي عل ما يقارب 50 نوع. النّوع الأسوأ سمعة، S. chartarum (أيضاً يعرف ب S. atra) يعرف ب «العفن الأسود» أو «الفن الأسود السّام», وكثيراً ما يرتبط بنوعيّة الهواء الدّاخلي السيّئة الّذي ينشأ بعد نموّ الفطريات على مواد البناء المخرّبة بالمياه. إنّه يعرف بإنتاج تريشوثيسين السموم الفطرية بما في ذلك الساتراتوكسين.

## المرضية

### أعراض التعرض لعفن Stachybotrys في البشر
التعرض للسموم الفطرية الموجود في Stachybotrys chartarum أو Stachybotrys atra يمكن أن يسبب مجموعة واسعة من التأثيرات. معتمداً على طول التعرض وحجم الأبواغ المبتلعة أو المستنشقة، الأعراض يمكن أن تظهر كالتعب المزمن أو الصداع، الحمّى، تهيّج العينين، الأغشية المخاطية للفم، الأنف والحنجرة، العطس، الطفح الجلدي والسعال المزمن. في حالات التعرض الشديدة أو الحالات الّتي أثيرت بسبب الحساسية، الأعراض يمكن أن تكون شديدة، تتضمن الغثيان، الإقياء، ونزيف في الرئتين والأنف.

## الأنواع
- Stachybotrys alternans بونورد. (1851)
- Stachybotrys breviuscula ماكنزي. (1991)
- Stachybotrys chartarum (ايهرينب.) س.هوغز (1958)
- Stachybotrys cylindrospora س.ن.جينسن (1912)
- Stachybotrys dichroa جروف (1886)
- Stachybotrys elegans (بيدوبل) و.جامز (1980)
- Stachybotrys eucylindrospora د.و. لي (2007)
- Stachybotrys freycinetiae ماكنزي (1991)
- Stachybotrys kampalensis هانست.(1943)
- Stachybotrys kapiti ويتون، ماكنزي&ك.د.هايد (2001)
- Stachybotrys longispora ماتسوش.(1975)
- Stachybotrys mangiferae ب.س.ميسرا&س.ك.سريفاست.(1982)
- Stachybotrys microspora (ب.ل.ماثور&سانكلا)
- Stachybotrys nephrodes ماكنزي (1991)
- Stachybotrys nephrospora هانسف. (1943)
- Stachybotrys nilagirica سوبرام. (1957)
- Stachybotrys oenanthes م.ب.اليس (1971)
- Stachybotrys parvispora س. هوغس (1952)
- Stachybotrys ruwenzoriensis ماتوشا (1985)
- Stachybotrys sansevieriae ج.ب.اغاروال & ن.د.شارما (1974)
- Stachybotrys sinuatophora ماتوشا (1971)
- Stachybotrys suthepensis فوتيتا.ب.لوميونغ.ك.د.هايد&ماكنزي (2003)
- Stachybotrys theobromae هانسف (1943)
- Stachybotrys waitakere ويتون، ماكنزي&ك.د.هايد (2001)